# Somogysámson
Somogysámson is een plaats (község) en gemeente in het Hongaarse comitaat Somogy. Somogysámson telt 810 inwoners (2001).